# Proustia
Proustia là một chi thực vật có hoa trong họ Cúc (Asteraceae).

## Loài
Chi Proustia gồm các loài: